# François de Pange
 (septembre 2020).
 (septembre 2020).
Si vous disposez d'ouvrages ou d'articles de référence ou si vous connaissez des sites web de qualité traitant du thème abordé ici, merci de compléter l'article en donnant les références utiles à sa vérifiabilité et en les liant à la section « Notes et références ».
Pour les articles homonymes, voir Pange.
Marie-François-Denis Thomas, comte de Pange dit « Le chevalier de Pange », est né à Paris le 9 novembre 1764, et mort à Passy-sur-Yonne le 15 juillet 1796. Homme de lettres, journaliste libéral sous la Révolution française, il est le second fils survivant de Jean-Baptiste Thomas, marquis de Pange et de Renée d'Épinoy. Il fut l'ami d'André et de Marie-Joseph Chénier. Il publie deux ouvrages  de Germaine de Staël qui nourrit pour lui des sentiments qu'il ne partage pas[réf. souhaitée].

## Une famille au service desducs de Lorraine

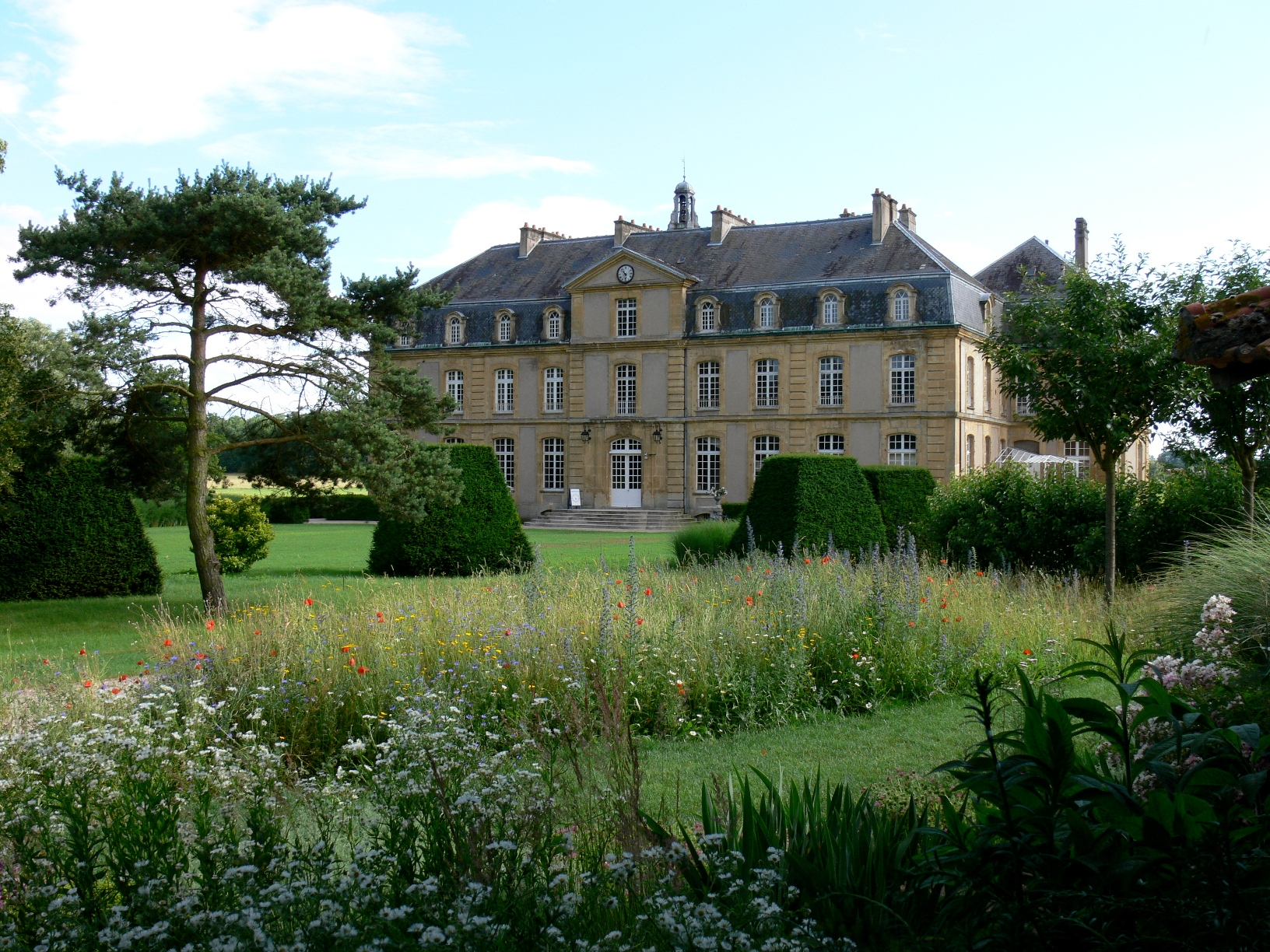
Le château de Pange, en Lorraine, demeure de la famille Thomas de Pange, a été édifié de 1720 à 1756 (état actuel).

D'origine lorraine, la famille Thomas est de noblesse de robe. Elle a été anoblie en 1626 par le duc Charles IV de Lorraine pour sa fidélité sans faille. Cette famille servait sa dynastie « depuis trois siècles »[réf. souhaitée]. 
La Lorraine est partagée entre le duché de Lorraine et de de Bar, la France, et quelques principicules relevant du Saint-Empire romain germanique. Jean-Baptiste Thomas achète des charges lucratives, tant dans les Trois-Évêchés, qui sont français, qu'en Lorraine : il est trésorier général de l'extraordinaire des guerres à Metz et trésorier général de l'ordre militaire de Saint-Louis. 
En 1720, selon les désirs du duc Léopold Ier, il achète la terre de Pange à la frontière du duché de Lorraine et du pays messin alors français. En 1756, il y fait édifier par Jean-Baptiste Louis un château de style classique ; il acquiert à Paris l'ancien Hôtel de la Force dans l'aristocratique quartier du Marais. 
Peu avant sa mort, Stanislas Leszczynski, placé à titre viager sur le trône de Lorraine par son gendre Louis XV de France, élève les terres de Pange en marquisat (1766).
Le premier marquis de Pange naît alors que son souverain, le duc Charles V de Lorraine défend brillamment Vienne contre les Turcs. Il meurt sujet du roi de France, trois ans après son souverain polonais. Âgé de 89 ans, il laisse à son fils aîné son titre et une fortune considérable.

## Une famille unie
Le second marquis épouse Marie-Adélaïde de Chambon d'Arbouville qui meurt en lui donnant une fille. En 1755, il épouse en secondes noces  Renée d'Epinoy. Elle lui donnera une fille et trois fils.
À la différence de son mari, son aîné de seize ans, la marquise de Pange est née dans la haute noblesse[réf. nécessaire]. Sa grand-mère, issue de la maison de Fürstenberg, est apparentée à plusieurs familles princières européennes[réf. nécessaire]. 
La famille Thomas de Pange ne bénéficie pas des honneurs de la Cour, et ne peut être présentée au roi. Elle fréquente des grands noms du royaume, dont les Montmorency-Luxembourg, parents de la marquise, protecteurs de Jean-Jacques Rousseau. 
Les deux filles du marquis, Adélaïde et Françoise, font des mariages brillants, qui leur permettent d'être présentées, de pouvoir vivre et d'exercer une fonction à la cour[réf. nécessaire]. 
Adélaïde, l'aînée, épouse en 1769 le fils cadet du maréchal de Bercheny. La cadette, Françoise, épouse en 1773 Claude-Anne de Rouvroy de Saint-Simon, marquis de Saint-Simon, en présence du roi. Peu après, elle est présentée à la cour puis nommée dame d'honneur de la comtesse d'Artois, petite-fille par alliance du roi. 

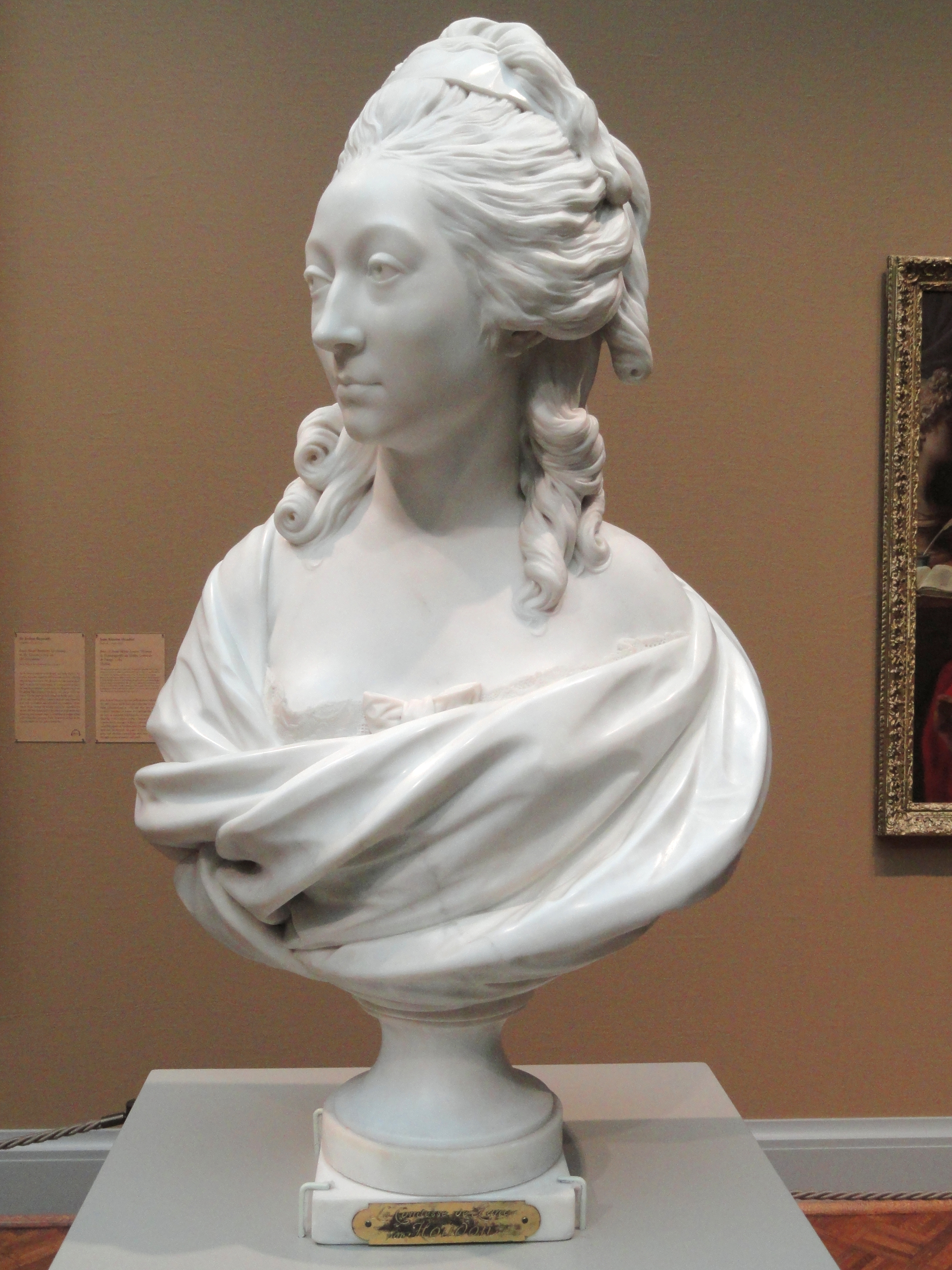
Buste d’Anne Louise de Domangeville à l'âge de 18 ans.

La comtesse de Bercheny et la marquise de Saint-Simon meurent prématurément en 1777 à quelques jours d'intervalle.
La famille de Pange est une proche alliée des Montmorin. Le comte de Montmorin sera l'un des derniers ministres de Louis XVI et paiera de sa vie sa fidélité au monarque. 
François de Pange sera très proche de ses cousines : Pauline de Montmorin, comtesse de Beaumont (qui deviendra, après la Terreur et la mort du chevalier, l'égérie de Chateaubriand) et d'Anne-Louise de Domangeville, fille de son oncle Jean-Baptiste-Nicolas Thomas de Pange. François et Anne-Louise partageront tout au long de leur vie une tendre complicité. 
A la différence de nombreux couples de leur milieu social, le comte et la comtesse de Pange forment une union harmonieuse et leur famille est unie. Ils se complaisent dans leur cercle familial. Ils célèbrent les fêtes traditionnelles lorraines, comme la Saint-Nicolas, dans leur hôtel du Marais parisien, en invitant les amis de leurs enfants.

## Une famille noble
Le fils aîné, Marie Louis Thomas de Pange, entre à l'âge de 13 ans dans le régiment de Bercheny dont son beau-frère est propriétaire. 
François, en tant que cadet, est destiné à l'ordre de Malte. À l'âge de quatre ans, il est nommé chevalier de Saint-Jean de Jérusalem. Il sera connu comme le « chevalier de Pange », également pour sa noblesse d'âme[réf. souhaitée]. 
Leur frère cadet, Jacques, intégrera le régiment de Bercheny.
Louis et Jacques sont élèves au collège de Navarre. Ils se lient d'amitié avec Marie-Joseph et André Chénier ainsi que Louis et Michel Trudaine, fils du fameux Philibert Trudaine de Montigny.
En 1778, à 13 ans, François quitte le collège et se voit affecté au régiment de Royal-Champagne stationné à Sélestat et commandé par son oncle Monsieur de Thumery. Il loge chez son oncle. Les dissipations et les tapages habituels des jeunes officiers ne sont pas du goût de l'adolescent. Il est affecté à Épinal, à Sarrebourg, à Verdun, à Sarrelouis, selon son élévation en grade. 
A la mort de leurs parents en 1780, les trois frères encore mineurs sont placés sous la tutelle de leur cousin Antoine Mégret, comte de Sérilly. Il a épousé l'année précédente sa jeune pupille et cousine, Anne-Louise Thomas de Domangeville. 
Peu avant sa fin, le marquis de Pange avait écrit à François, son cadet âgé de 15 ans, son désir de ne pas disperser sa fortune entre ses trois enfants. Il disait vouloir la léguer en totalité à son aîné, à charge pour lui de pourvoir à la subsistance de ses frères. 
Louis, frère aîné de François, hérite du marquisat, du titre, des terres et de la fortune des Thomas de Pange. Fringant officier, il s'engage à la suite du marquis de La Fayette, dans la guerre d'indépendance américaine et se distingue à la bataille de Yorktown à l'âge de 17 ans.
Auréolé d'une gloire acquise dans le Nouveau Monde, Louis de Pange épouse en 1784  Félicité de Valicourt, nièce de Charles Alexandre de Calonne, l'intendant général des finances du royaume. Le marié a 21 ans, la mariée 16. Le couple est peu uni. Il mène un train de vie mondain qui les conduit au bord de la ruine. Dès 1788, le jeune couple se déchire, leurs biens sont placés sous tutelle par leur famille.

## Les femmes
François est le confident de sa jeune belle-sœur, et de sa cousine Pauline de Beaumont — elle aussi est mal mariée et s'est éloignée de son mari quelques mois après son mariage —. François lui apprend à connaître les étoiles. Son autre cousine, Anne-Louise de Sérilly, est également peu heureuse en ménage mais respectée par son époux et d'un caractère droit.  En 1784, François, qui va avoir 20 ans, est très malade. Il est soigné par sa cousine Anne-Louise. Enceinte de son troisième enfant, elle veille sur sa guérison et s'inquiète de savoir s'il a bu son quinquina.

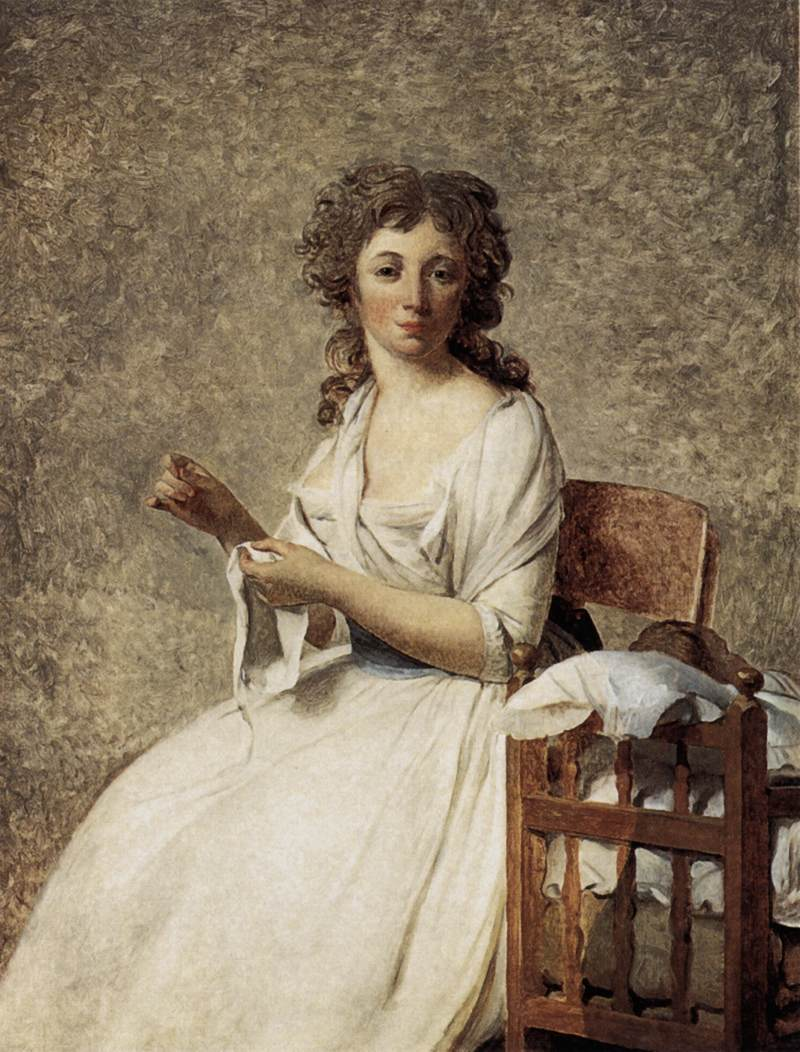
Adélaïde Piscatory de Vaufreland, comtesse de Pastoret (David, 1791).

À cette époque, François est présenté à un financier genevois célèbre et populaire, Jacques Necker. Son salon littéraire accueille toute l'intelligentsia française. La fille du banquier, de deux ans la cadette de François, est Germaine Necker. Son intelligence éblouit François. La jeune fille n'est pas insensible au charme du jeune homme, mais Monsieur et Madame Necker souhaitent pour leur fille un meilleur parti et surtout un gendre protestant.   
Germaine épousera en janvier 1786 le baron de Staël von Holstein, ambassadeur de Suède auprès de la cour de France. Germaine rendra le nom de son mari célèbre à travers l'Europe. 
Dans le même temps, François s'éprend d'Adélaïde Piscatory de Vaufreland. Les conventions de l'époque empêchent leur mariage. 
À 23 ans, François est mineur; destiné à l'Ordre de Malte, il est voué au célibat. D'un caractère droit et pacifique, il ne veut pas aller contre les dernières volontés de son père. 
Adélaïde épousera le 14 juillet 1789 le comte Emmanuel de Pastoret, maître des requêtes à la  Cour des aides . Celui-ci refuse plusieurs fois les portefeuilles ministériels proposés par le roi, joue un rôle au début le la Révolution française et devra émigrer.

## Une famille libérale

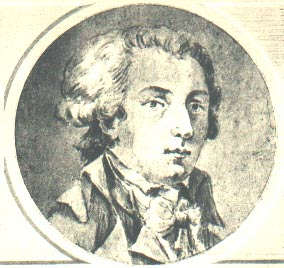
Marie-Joseph Chénier, condisciple, ami et soutien permanent de François de Pange malgré les divergences de leurs chemins respectifs.

François de Pange, par amour des Lettres, renonce à la carrière des armes dès 1785. 
Il se rend à Londres puis en Suisse. Le modèle anglais fascine les jeunes gens épris de liberté et de culture. De retour, il s'essaie à la tragédie. Par intérêt pour la justice et la liberté, il se tourne vers le journalisme.
Issus d'une famille de financiers, François et ses frères sont reçus chez le ministre Jacques Necker. Ils y rencontrent les plus grands penseurs de leur temps dont Marmontel, l'ami de Voltaire, l'abbé Morellet et la fille de leur hôte, Germaine. 
François se lie d'amitié avec Sébastien Mercier, auteur connu de L'An 2440, rêve s'il en fut jamais et du Tableau de Paris.
André Chénier lui consacre une ode. Son frère Marie-Joseph Chénier lui dédie sa tragédie Azémire. Elle est représentée pour la première fois à Fontainebleau le 4 novembre 1786. Le jeune auteur et sa pièce sont sifflés.

## Un homme de lettres sous la Révolution
François de Pange observe des États généraux de façon attentive et critique.
Noble libéral, favorable à une monarchie constitutionnelle, il publie, le 15 août 1789, une brochure : De la Sanction Royale par le Chevalier de Pange. Il critique le pouvoir du roi d'apposer son veto à une loi votée par l'assemblée : « Ainsi pour empêcher que les représentants n'usurpent un jour la souveraineté du peuple, vous la faites usurper dès ce moment par le prince. Apprenez-moi ce que le peuple y gagne ? ».
Contre les opinions heurtent sa famille et son milieu social, François de Pange choisit ouvertement la souveraineté du peuple contre la souveraineté royale. Il est un proche de Condorcet. 
Opposé aux excès populistes et aux dérives autoritaires de la révolution, il publie en 1790 une Réflexion sur la Délation et le Comité de Recherche qui fait grand bruit. 
Il est proche de la Société des amis de la Constitution. Condorcet et Cabanis en font partie ; il les suit avec La Fayette à la Société de 89. Dans le journal de la société, il dénonce le principe de « crime de lèse-nation » comme étant à terme source de tyrannie. 

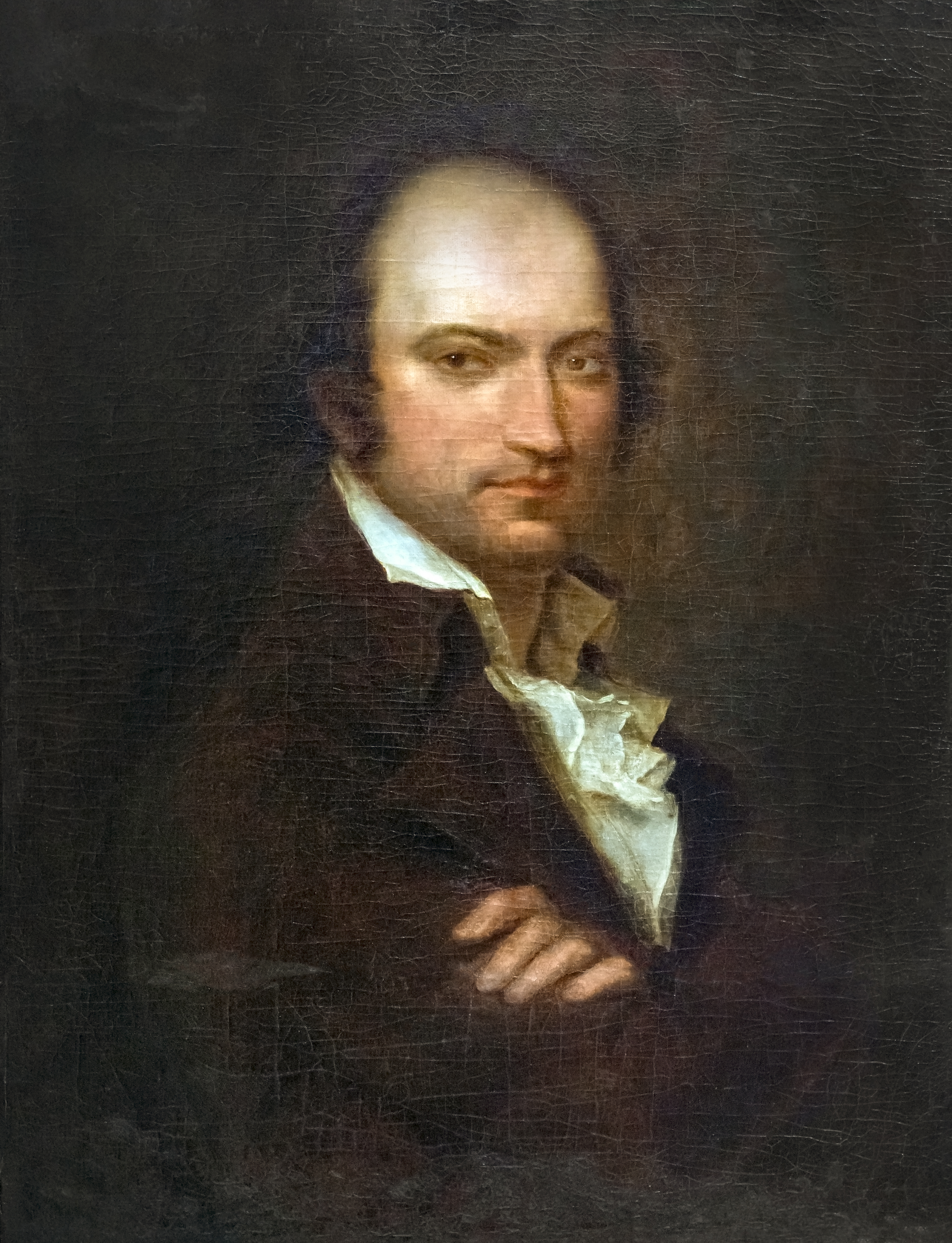
André Chénier, l'ami intime et le soutien dans les combats, victime du fanatisme de la Terreur révolutionnaire (1794).

Il publie des articles dans le Journal de la Société de 89, le Journal de Paris et le Journal des hommes libres.
Il est déçu par l'évolution de la révolution. Elle provoque divisions et retournements d'opinion dans son cercle d'intimes et sa famille ; il reste fidèle à ses convictions et s'éloigne de Condorcet.
Il soutient dans le supplément du Journal de Paris du 13 mars 1792 la politique pacifiste du ministre des Affaires Étrangères Valdec de Lessart ; il fustige la démagogie, l'opportunisme et le bellicisme du chef des Girondins Jacques Pierre Brissot, « un trafiquant de pensées qui toujours a consulté le goût du public pour n'étaler que celles dont le débit était avantageux ». Le conflit entre les deux hommes — par journaux interposés — s'éternise ; Brissot s'y livre avec violence, François conserve sa dignité. Il est soutenu par André Chénier, qui reste plus qu'un ami, un alter ego. 
Les faubourgs s'agitent, la prise des Tuileries, l'emprisonnement de la famille royale, la chute de la monarchie se préparent. Dans un article du 5 août 1792, François de Pange dénonce l'inhumanité des Jacobins : 
« Je lis assidûment le Journal des Jacobins, et cette feuille doit avoir beaucoup de lecteurs aussi attentifs que moi. Ce n'est pas qu'on y trouve jamais une idée neuve, une pensée juste, un sentiment honnête ; ce qu'on y admire c'est la féconde immoralité de quelques hommes qui, chaque jour, savent offrir à notre étonnement un nouveau vice et porter l'impudence à des degrés inattendus… Tantôt il vous montre un jacobin […] dénonciateur de son propre frère ; tantôt vous voyez la Société occupée de nommer des défenseurs officieux à un meurtrier patriote et comme un membre  demande la question préalable, fondée sur le fait qu'il y bien un meurtre, […] l'assemblée indignée de ses scrupules, le menace de radiation.
Ici c'est Robespierre qui s'avance, confiant à ses frères et amis combien il lui serait doux de faire assassiner M. de La Fayette. […]

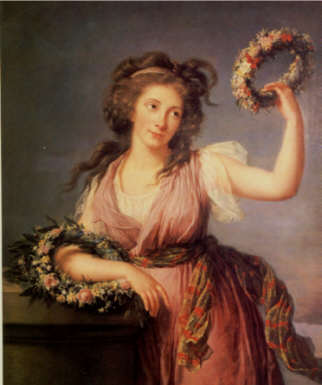
Pauline de Montmorin-Saint-Hérem, comtesse de Beaumont, victime collatérale de la révolution.

On ne saurait poursuivre la lecture de leurs débats sans concevoir pour ces misérables un mépris mêlé d'horreur… Ils ont le projet d'appeler à Paris vingt mille hommes […] Parisiens trop crédules […] n'oubliez pas que les jacobins se destinent cette armée ; […] Si, soutenus par leur audace, ils savent quelquefois vous imposer des lois, que ne feront-ils pas avec vingt mille baïonnettes? On ne peut former une plus civique entreprise, c'est anéantir un foyer venimeux avant que l'atmosphère soit toute empoisonnée. ».
L'emprisonnement du roi entraîne l'arrestation de ses ministres. Parmi eux,  le comte de Montmorin, ami de François, dont l'épouse est apparentée à sa cousine Anne-Louise, ou Valdec de Lessart, dont François avait soutenu la politique pacifiste. Ces deux hommes seront assassinés quelques jours plus tard, lors des massacres de Septembre.
Son oncle, le marquis de Thumery, et son beau-frère, le marquis de Saint-Simon, ainsi que son fils Hyppolite, ont émigré très tôt. Ils servent dans l'armée des Princes. Louis les a imités au printemps 1791 ; il met son régiment au service de la légion du vicomte de Mirabeau. 
Le jeune Hyppolite mourra de ses blessures en Espagne à l'âge de 19 ans.
Durant la Terreur, François échappe à l'emprisonnement ; il est caché à Paris par un ami dans un grenier de la rue Saint-Jacques ; avec son frère cadet Jacques et grâce à l'aide de Joseph Marlier, un serviteur de leur famille qui les connait depuis l'enfance, ils fuient à pied vers la Lorraine et la frontière des Pays-Bas autrichiens. Ils sont un temps cachés à Pierrevillers par la famille de Joseph Marlier. Puis les deux frères se rendent à pied jusqu'au Luxembourg voisin. 
Jacques gagne Bruxelles pour s'engager dans les armées contre-révolutionnaires. François s'installe en Suisse, refusant de porter les armes contre sa patrie. 
Ses amis et parents restés en France sont arrêtés et, pour la plupart, périront sur l'échafaud. Par les journaux suisses, François apprendra leur sort.

## Le survivant

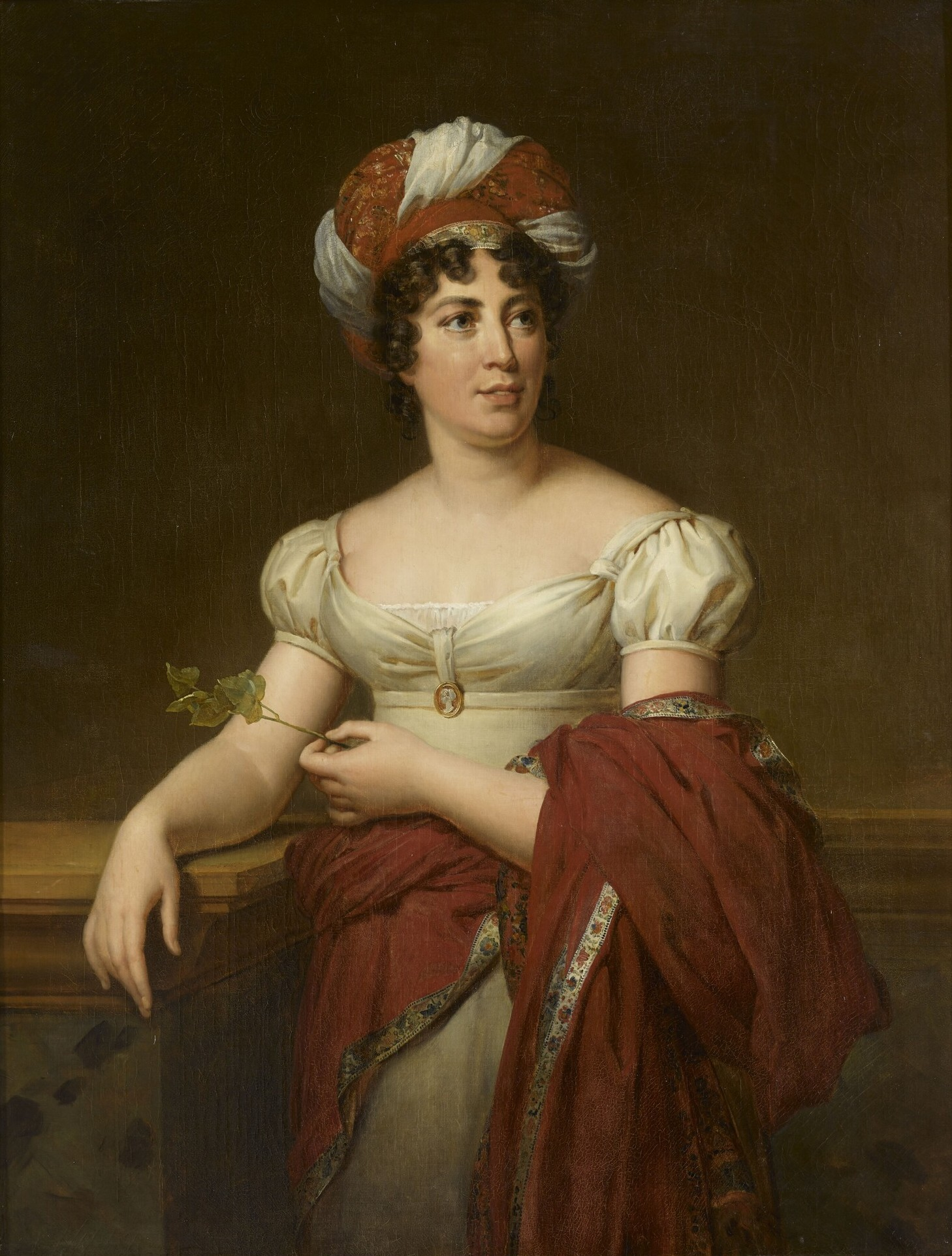
Madame de Staël.

Fin avril 1794, les journaux annoncent l'exécution de Malesherbes. L'ancien ministre, avocat de Louis XVI, avait 73 ans. Il monte à l'échafaud avec sa fille, son gendre, sa petite-fille et le mari de cette dernière.  
À la mi-mai, François apprend l'exécution, le même jour que Madame Élisabeth, sœur du roi, de 24 prisonniers dont les Montmorin (y compris le jeune Calixte qui avait 22 ans), de la « ci-devant » comtesse de Sénozan, sœur aînée du défunt Malesherbes, mais aussi de ses deux cousins Jean Mégret d'Étigny et Antoine Mégret de Sérilly ainsi que de la femme de celui-ci, sa cousine préférée Anne-Louise de Domangeville.   
Le 24 juillet, André Chénier monte à l'échafaud. Les frères Trudaine (Louis et Michel, fils de Philibert) l'y suivent le 26 juillet. Certains députés de la Convention décrètent l'arrestation Robespierre et de ses partisans. 
L'exil est difficile. Il est rejeté par les émigrés, soupçonné par la police suisse. François de Pange se réfugie chez de rares amis, dont le marquis de Montesquiou. Cet ancien député de la noblesse rallié au Tiers-État héberge un temps le jeune duc d'Orléans alors sans ressources. François est également reçu par la Baronne de Staël, toujours amoureuse de lui. 
Il fonde, pour survivre, une imprimerie à La Neuveville, non loin de Coppet. Madame de Staël lui confie l'édition de ses œuvres Réflexions sur la Paix intérieure et Zulma. 
Désespéré, désabusé, François de Pange voit sa santé affaiblie par les privations et les chagrins. Son caractère s'aigrit. 
Ayant appris que sa cousine Anne-Louise avait survécu, il regagne la France — grâce à Marie-Joseph Chénier — en novembre 1794 malgré les avertissements de son entourage et son état de santé précaire. Il se lie d'amitié avec Joseph Joubert, ancien secrétaire de Diderot et futur ami de Chateaubriand. Il est voisin d'Anne-Louise, a pris soin de Pauline de Beaumont. Il reste sans illusion : « Je crois que les découvertes qui ont augmenté la puissance des hommes et servi à leur vanité ont nui beaucoup à leur bonheur […]. L'activité de chaque homme ne lui servait qu'à améliorer sa condition. Il ne l'employait pas, comme maintenant, à empirer celle des autres. ».
Ni jacobin, ni royaliste, il est rejeté par les deux partis. Il se rallie à la République pour éviter d'autres bains de sang. Il habite Passy près de Paris où le rejoint madame de Staël. Il repousse ses avances (Benjamin Constant … « attend son heure »). Et aussi celles d'Adélaïde de Pastoret, son amour de jeunesse dont le mari a émigré et qui a divorcé de lui (elle se réconciliera avec son mari quelque temps plus tard). 
Le 7 octobre 1795, il se trouve mêlé à une rixe dans les jardins du Palais-Royal et se retrouve en prison. Il en sort le lendemain matin grâce à Marie-Joseph Chénier.
Sa santé est fragile. Il est hébergé et soigné à Passy, par sa cousine, Anne-Louise de Sérilly. Elle a échappé in extremis à la guillotine, élève seule ses quatre enfants et se bat avec ténacité pour recouvrer ses biens et ceux de son frère dont elle est l'héritière. Les deux cousins se marient en janvier 1796. Quelques jours plus tard, son frère aîné Louis, officier dans les troupes vendéennes, est tué par les « bleus » près d'Ancenis.
Il trouve le repos auprès d'une femme qui l'aime, mais sa santé s'altère.
Veillé par son épouse, François de Pange s'éteint à Passy le 15 juillet 1796 à 31 ans.

## Épilogue
Anne-Louise est profondément affectée par sa mort, mais doit assurer l'avenir de ses enfants. Elle  se remarie en troisièmes noces avec le marquis de Montesquiou, un "vieil" ami (il a 23 ans de plus qu'elle). Cet ancien député de la noblesse rallié au tiers état a soutenu François dans son exil. Peu après leur mariage, il contracte  la variole noire qui l'emporte ; Anne-Louise est infectée par la maladie de son mari, et meurt au printemps 1799, à 36 ans.
La famille de Pauline de Beaumont a été décimée par la révolution. Elle sera l'égérie de Chateaubriand. Elle meurt à 35 ans, en 1803, à Rome, dans ses bras.
En 1807, madame de Staël, offusquée par le remariage d'Anne-Louise, publie un roman Corinne ou l'Italie. Ceux qui l'ont connu reconnaissent le chevalier de Pange sous les traits d'Oswald.
Adélaïde de Pastoret se réconcilie avec son mari, utilise sa grande fortune pour protéger les enfants des rues livrés à eux-mêmes. Elle sera l'initiatrice des premières crèches et écoles maternelles modernes en France[réf. souhaitée].